# Cratere Brill
Brill è un cratere lunare di 17 km situato nella parte sud-orientale della faccia nascosta della Luna.